# System/38
System/38 ist ein Minirechner der Firma IBM. Das System wurde 1978 angekündigt und erstmals August 1979 ausgeliefert. Das System/38 (auch S38, System38) wurde von Frank Soltis im IBM-Labor in Rochester entwickelt. Es ist als Mehrbenutzer- und Multithreadsystem für kaufmännische Anwendungen konzipiert.
Es war als Nachfolger des IBM System/3 vorgesehen und hatte eine fortschrittliche Objekt-basierte Architektur. Nach einer Marktanalyse im Jahr 1983 benutzten 69 Prozent der Kunden zuvor das IBM System/3. Das Ziel, diesen Kundenkreis zum Wechsel zum neuen Rechner zu bewegen, wurde erreicht. Das System/38 wurde 1988 von dem Nachfolgesystem AS/400 abgelöst, das heute unter der Bezeichnung System i firmiert.

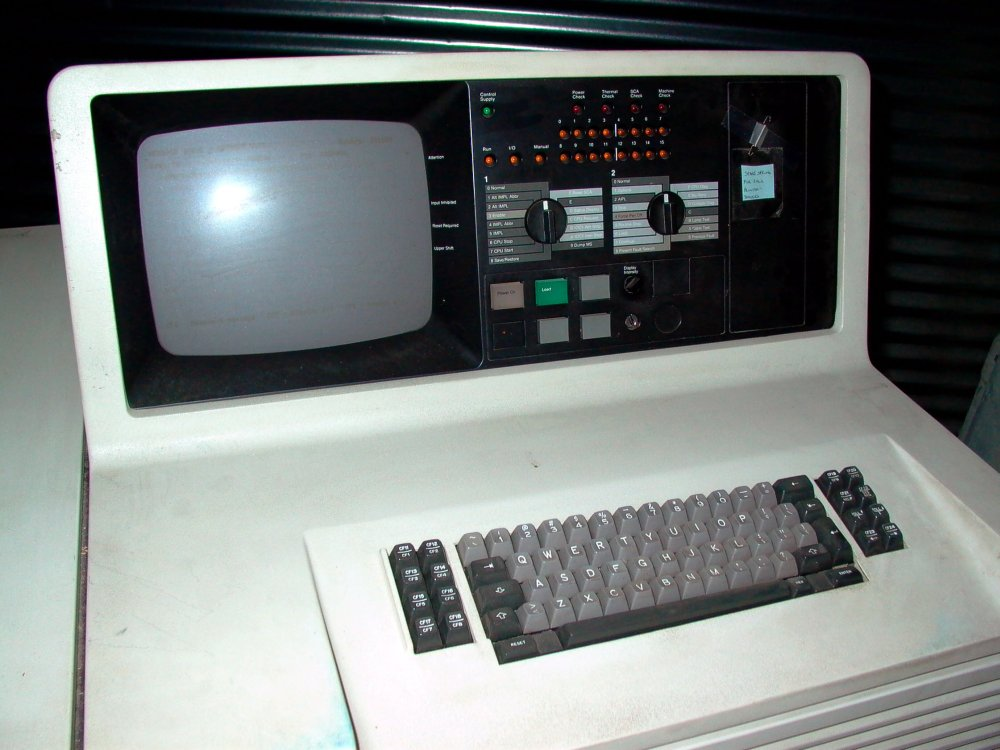
IBM System/38 Console

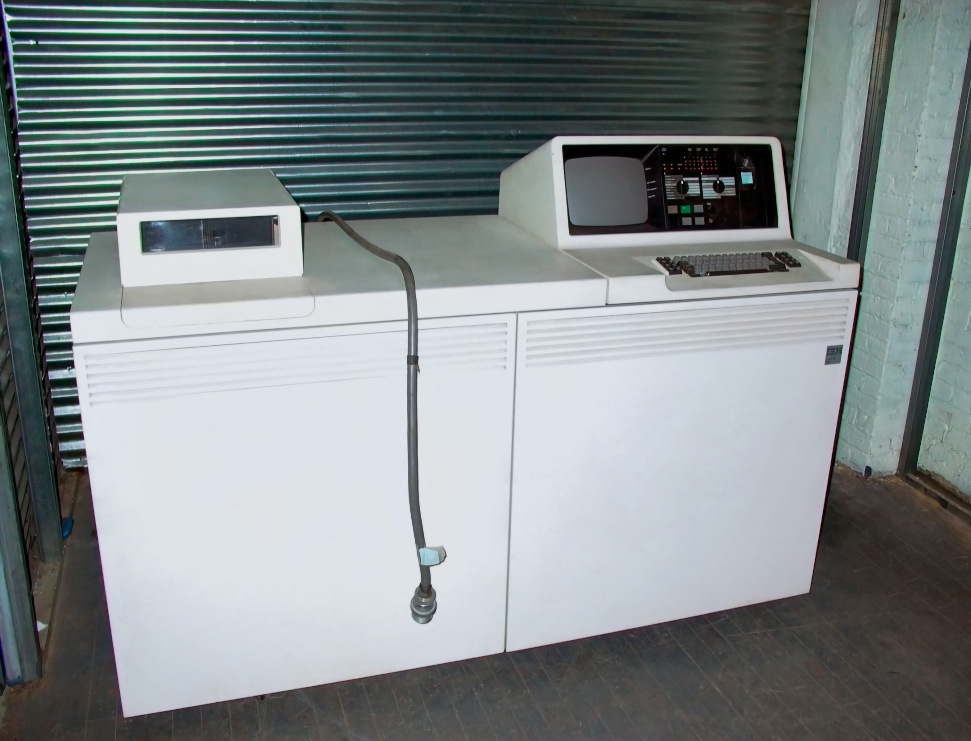
IBM System/38

## Betriebssystem und Datenbank
Das System/38 war mit einer relationalen Datenbank für die Dialogverarbeitung bestimmt. Das System hatte auch eine gute Performance bei  Batchverarbeitungen wie z. B. Tagesabschlüsse, Inventuren u. Ä.
Das Betriebssystem, genannt Systemsteuerprogramm CPF, war genau auf diese Maschine und Hardware zugeschnitten. Die Bedienung konnte über das Steuersprachenprogramm CL erfolgen. Es wurden ursprünglich nur zwei Programmiersprachen mit ausgeliefert. Das waren COBOL und RPG III. Später kam noch PL/1 und BASIC als Programmiersprache hinzu. Die relationale Datenbank war in das Betriebssystem integriert.

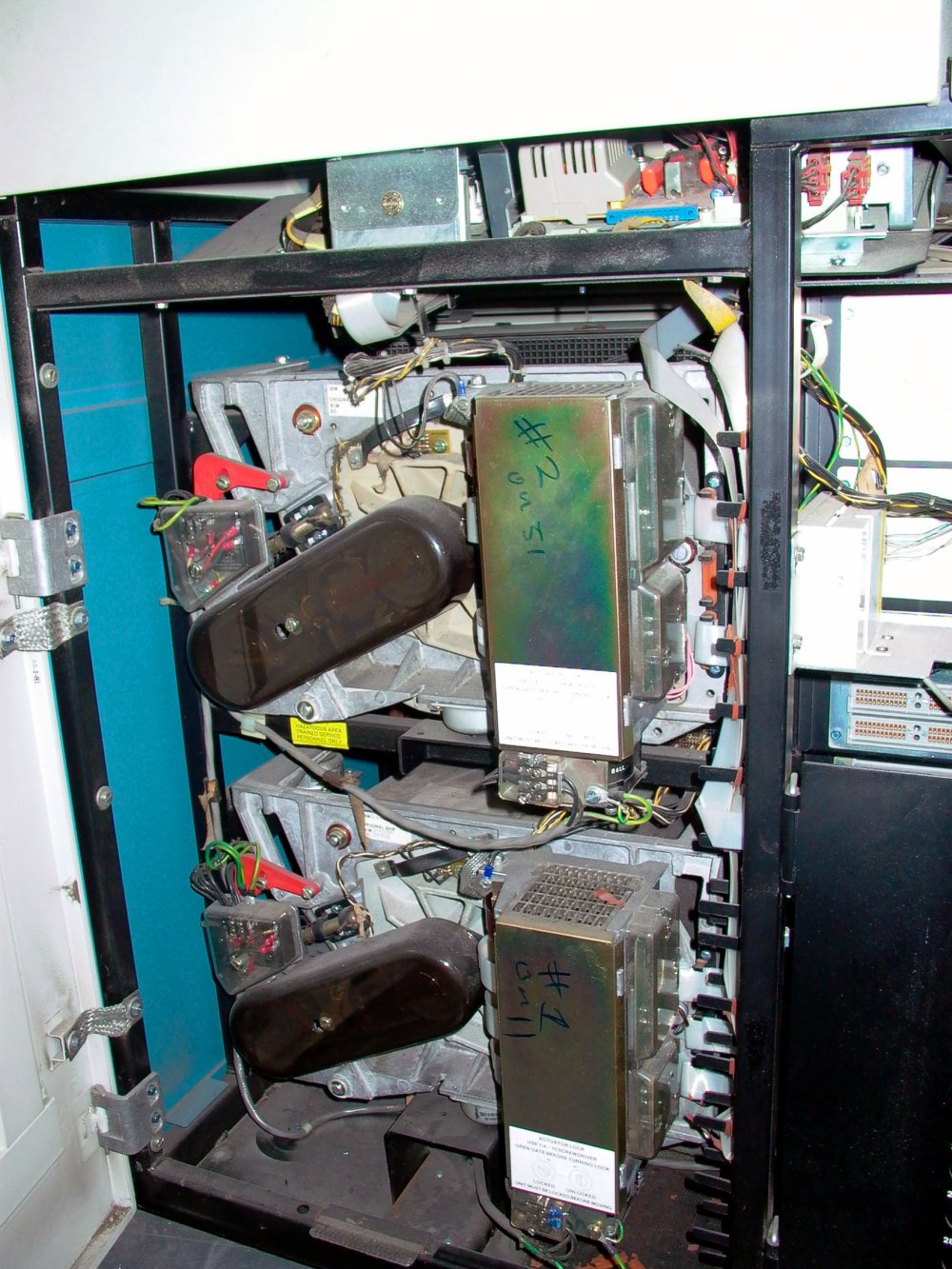
IBM System/38 zwei Festplatten

## Hardwareunabhängigkeit
Das Ziel war es, einen Rechner zu bauen, bei dem die Programmierer von der Hardware unabhängig waren. Das soll bedeuten, dass die Hardware und ihre Schnittstelle zu den Anwendungen ausgetauscht werden konnten, ohne dass die Programme neu kompiliert zu werden brauchten. Das war damals keineswegs selbstverständlich. Dafür wurde ein mehrstufiges Schichtenmodell entwickelt.
1. Hardware
2. Horizontaler Microcode
3. Vertikaler Microcode
4. High-level Architecture Interface
5. Sprachen, Datenbank, Tools, CPF (Control Program Facility)
6. Anwendungen

## Speicher und Speicheradressierung
Das System/38 hatte einen Arbeitsspeicher von 512K, 768K oder 1024K (Model 3XX und 5XX) respektive 1280K oder 1536K (Model 5XX). Der Rechner konnte einen 48-Bit-Adressraum adressieren und konnte über alle Speicher (Platten und RAM) in einem Adressraum verfügen.

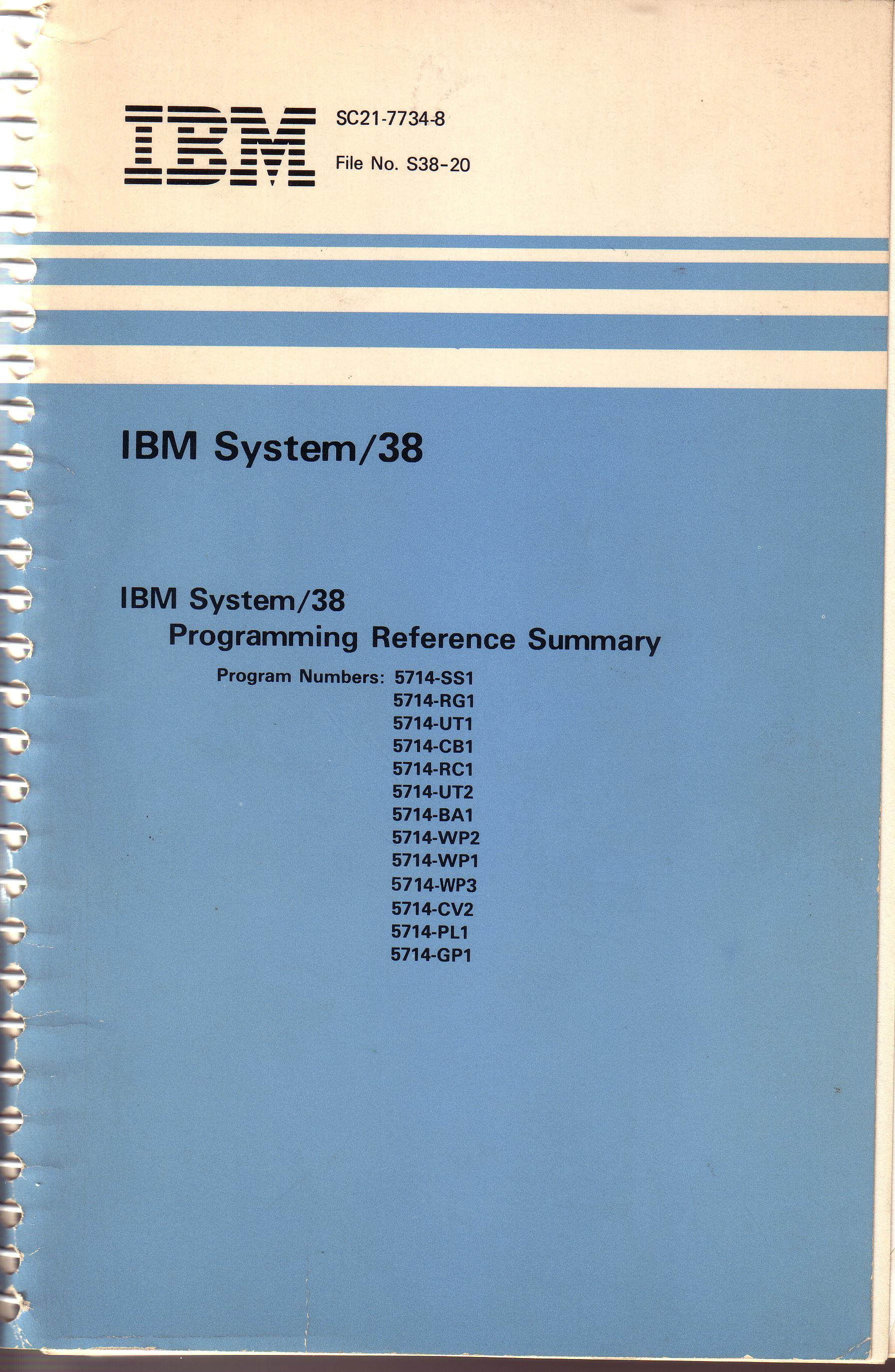
IBM System/38 Programming Reference Summary von 1986

## Benutzerverwaltung und Berechtigungen
Das System war mehrbenutzerfähig und hatte damit auch eine Benutzerverwaltung.
Eine Objektberechtigungsarchitektur ermöglichte eine Rechtevergabe auf Objektebene. Dadurch konnte man ein Berechtigungswesen aufbauen, das genau festlegte, in welcher Art ein Programm, Datei oder sonstiges Objekt von einem Anwender verwendet werden durfte.

## Ein-/Ausgabegeräte
Als Bildschirmgeräte wurden Twinax-Terminals verwendet. Es wurden standardmäßig 12 und maximal 40 IBM 5250 verwendet. Twinax wurde nur von der IBM verwendet. Das Twinaxsystem erlaubt sieben Geräte an einer Leitung in Serie geschaltet. Es gab Twinax-Bildschirme und Twinax-Drucker. Weiterhin konnten Daten auch über 8-Zoll-Disketten gelesen werde. So wurde zum Beispiel das Betriebssystem auf mehreren Disketten ausgeliefert. Die Sicherung des Systems erfolgte ebenfalls auf Disketten. Dazu wurden im Regelfall Diskettenmagazine verwendet. Jedes dieser Magazine konnte 10 Disketten beinhalten.